# 高頻交易
高频交易（英語：High-Frequency Trading，HFT）是一种利用自动交易系统在极短的时间内捕获商机并从市场微小波动中获利的交易策略。例如，交易者可以通过挖掘某种证券买入价与卖出价之间的微小差价，或者在不同交易所之间寻找某只股票的微小价差。由于这类交易速度极快，一些交易机构甚至将其服务器群组放置在离交易所服务器很近的地方，以便缩短交易指令通过光缆发送的时间。
高频交易通常采用电脑算法来执行大量高速证券交易，以赚取买卖价格之间的差价。这种交易策略在金融市场中具有很高的竞争力，因此需要不断优化算法和技术设备以保持领先地位。

## 简介
除了高速计算机的普及使高频交易成为可能之外，监管法规的一系列变化也促进了高频交易的发展。1998年，美国证券交易委员会（SEC）推出了“另类交易系统规定”，为电子交易平台和大型交易所的竞争创造了条件。两年后，交易所开始以接近1美分的单位报价，而非十六分之一美元，导致买盘报价和卖盘报价之间的价差缩小，迫使依赖价差获利的交易商寻求其他交易策略。
尽管高频交易得到了迅速发展，但专业人士关注和监管机构研究逐渐对高频交易提出监管建议。2005年，证券交易委员会推出的“全国市场系统管理规则”要求交易指令在全国范围内公示，而非仅在各交易所内部公示。此外，各交易所还需签署书面规定，禁止会员通过跨交易所的自动报价获利。
2010年4月，美国证券交易委员会宣布将于当月14日针对“高频交易”进行讨论，并考虑实施一项计划，要求高频交易商向SEC报告身份和交易情况。据悉，SEC可以强制要求自营交易商和对冲基金等大型非券商公司在交易时使用一个ID号码，同时向SEC提供有关交易操作及其对市场影响的信息。在前一年，美国证券交易委员会已暂停了一种显著的高频交易方式——“闪电交易”。
实际上，对于“高频交易”对市场的影响，投行机构间早已展开激烈讨论。芝加哥联邦储备银行的报告指出，美国股市总体成交量中约有70%通过“高频交易”完成，而进行“高频交易”的机构数量仅占2%。
芝加哥联邦储备银行认为，虽然“高频交易”在某种程度上有助于增加股票市场的流动性，但程序错误或人为疏忽都有可能对市场走势造成灾难性影响。如今，“高频交易”出现问题往往是由于投资者向机器发出错误指令。尽管迄今为止这类错误所造成的影响相对有限，但已多次导致市场剧烈波动。

## 技术特征
1. 高频交易都是由计算机自动完成的程序化交易；
2. 高频交易的交易量巨大；
3. 高频交易的持仓时间很短，日内交易次数很多；
4. 高频交易每笔收益率很低，但是总体收益稳定。

## 交易策略
高频交易是具有短持仓特征的量化交易，仓位分配都由计算机的量化模型（quantitative models）决定。一个成功的高频交易策略，大部分由其短时间内处理大量数据的能力来驱动，而这是以往的人工交易所不具备的。交易算法通常被所有者严格保密，但其中许多实用的算法已在传统的交易中证明了其有效性。此时的竞争并非是谁能够开发出更具有突破性的算法，而是谁的算法执行得更快。下面列举了一些高频交易中常见的标准套利策略。

### 造市交易
造市交易策略是通过提交限价买入或卖出委托来赚取买卖盘差价。虽然造市商的角色通常是由特定的机构扮演，但这类策略也已被许多投资者广泛使用。
一些高频交易机构以造市交易策略作为其主策略。例如花旗集团在2007年7月购买的“自动交易平台”系统，作为一个活跃的造市商，同时在纳斯达克和纽约证券交易所贡献了总交易量的大约6%。

### 收报机交易
许多信息往往不经意地被隐藏在报价和交易量等市场数据中。通过监视这些数据，计算机有可能提前分析出一些尚未被新闻报道出来的消息，进而获利。由于这些信息都是公开透明的，所以该策略也完全合法。这是一种相对较传统的策略，通过监视大量证券的，典型的、非典型的价格变化和成交量变化，在各种事件到来前生成适当的买卖委托。

### 事件套利
某些重复性事件会对一些特定的证券产生短期的、可预见的影响。高频交易系统可通过这些预测制定出一套短期持仓组合。

### 统计套利
另一类交易策略是通过发掘哪些证券发生了暂时性的、可预测的统计偏离，进而获利。这种策略可被应用于所有的流动证券，如股票、债券、期货、外汇交易中。

### 新闻交易
当今，许多公司动态都可以从各种数字渠道被获取，如彭博社、新闻网站、推特等。自动交易系统通过识别公司名、各种关键字，甚至是进行语义分析，以求在人类交易员之前对这些消息做出反应。

### 低延迟策略
比较另类的，一些纯粹的高频交易极度依赖于对市场数据的超低延迟访问。在这种策略中，交易系统依靠在不同市场间极小的信息获取的速度优势来谋利。
一个极端的例子是，2011年以来，交易市场间的通信方式有着一个从光纤通信向微波通訊迁移的趋势。仅仅因为微波在空气中传播的速度，相较于真空中的光速只慢了1%，而光在光纤中却要受到30%以上的速度衰减。

### 订单属性策略
高频交易策略可以通过市场的订单属性数据来识别出那些次优价格的订单。这些订单有可能提供给对手盘一个仓位，而高频交易系统则尝试捕获他们。跟踪这些重要的订单属性也便于系统更精确地预测价格变化。

## 策略的实施
大部分的算法使用现代编程语言来实现。简单的模型可以只依靠基本的一元线性回归，而更复杂的也可应用到博弈论、模式识别、预测算法。神经网络和遗传算法也已被用来实现这些模型。
由於高頻交易需要以高速的硬件執行買賣盤程式，因此也有電腦廠商提供高速電腦系統，甚至以超頻的中央處理器增加效能。

### 內部技術
技術大體包括：   
- 奪取優先權（Priority Jumping）
- 算法監聽（Algo Sniffing）
- 監聽大買賣盤（Iceberg Sniffing）
- 黑池交易平台、傳統證券交易平台交叉買賣（Dark Sub Penny Queue Jumping）
- 信號觸發（Signaling）
- 觸發證券交易所補償（Intentional Locking Markets）

## 风险
高频交易是近来美国财经媒体上高频出现的词汇之一：这种由强大的计算机系统和复杂的运算所主导的股票交易能在毫秒之内自动完成大量买、卖以及取消指令；而为了争取这千分之一秒的优势，证券公司甚至还将服务器安置在交易所附近或同一座建筑里。
因此，一些业界人士认为，这种越来越神秘的金钱游戏将没有技术支持的普通投资者置于一种被动状态，而高频交易的计算机系统一旦出现错误，将会在短时间内给股市带来巨大冲击。
商业新闻网站《商业内幕》2012年9月27日刊载文章，邀请对高频交易一直持批评态度的交易员加勒特·奈纳（Garrett Nenner）用浅显易懂的语言来解释其问题所在。
奈纳比喻：比如你要在超市花5美元买一加仑牛奶，但当你走到收银台结帐的时候，价格已经涨到了5.05美元，而且你只能买到四分之三加仑。在这个情形里，高频交易的证券公司就是速度极快、且能推测你购买行为的其他顾客。但如果这样的顾客太多，超市可能就很难维持正常的秩序了。
由于负责高频交易的计算机发生故障而引起的大小事故也频频见诸报端，除去2012年早些时候骑士资本的巨额亏损和BATS交易所的“闪电崩盘”，消息人士甚至对美国国会表示，发生在个股上的微小事故几乎每天都在发生。
《商业内幕》报道称，从2011年8月至2012年9月27日，交易资料库的开发商Nanex就记录下了2,000多起非正常的股票波动情况。
《华尔街日报》2012年里某些报道也指出，多名内幕揭露人士称交易所往往会给采取高频交易的证券公司提供“特殊照顾”；而不久前美国证券委员会就向纽约泛欧交易所开出了500万美元的罚单，原因则是后者给某些机构客户提供信息的速度更快。

## 监管与限制

### 中国
中国的股票市场由于采用T+1交易制度，普通投资者难以进行一般意义上的高频交易。虽然通过建仓及分散持仓可以近似模拟高频交易，但是由于法律法规限制同一人实际控制的账户之间进行大量或频繁的交易，这种交易可能会被认定为市场操纵。期货市场虽然采用T+0交易制度，但交易规则将日内频繁回转交易以及计算机程序自动批量下单、快速下单的交易列为异常交易行为，因此高频交易同样受到限制。

### 美国

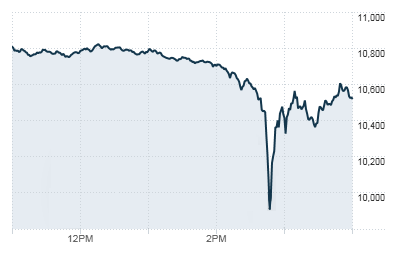
2010閃電崩盤事件

2010年5月6日下午約 14:40，道瓊工業指數發生2010年闪崩事件道指自10,460點開始近乎直線式下跌，僅五分鐘便暴跌至9,870點附近，幾分鐘後隨即極速回升。當天指數高低點差近一千點。
2015年4月21日，一名「疑凶」之英國36歲高頻率期指交易員薩勞（Navinder Singh Sarao）在倫敦市郊被英國執法部門拘捕，涉嫌利用大筆高額下單交易操縱指數，從中牟利，被控電信詐欺、商品詐欺及其他罪名，廿二日在倫敦出庭，美已提引渡要求，將被引渡到美國以「電信及商品交易詐欺罪」起訴。
美國財政部緊急啟動應變機制，總統歐巴馬亦下令調查。當局查了快五年，始終一無所穫，最後靠一名吹哨人的線報才抓到薩勞。
薩勞的手法為俗稱的「炒作」（spoofing），他頻繁進出標普五百指數，以每筆數千萬美元計的交易下單干擾市場，壓低指數後再進場承接合約，等指數上揚時賣出獲利。
主管美國期貨市場的「商品期貨交易委員會」亦對薩勞提起民事訴訟，代表律師高曼說：「他的行為確實是造成交易失衡的重要原因之一，而交易失衡是導致閃崩的因素之一。」此案凸顯一個人便可操縱美國乃至於全球金融市場，金融界開始重視自動化交易的複雜市場中可能發生的問題。
美國司法部指控他涉嫌透過自動交易程式，在市場下了大量沽盤，造成大量供應的假象，從中買賣獲利。

## 外部連結
- Preliminary Findings Regarding the Market Events of May 6, 2010 （页面存档备份，存于）, Report of the staffs of the CFTC and SEC to the Joint Advisory Committee on Emerging Regulatory Issues, May 18, 2010
- High-Frequency Trading: Background, Concerns, and Regulatory Developments （页面存档备份，存于） Congressional Research Service
- Where is the Value in High Frequency Trading? (2010) Álvaro Cartea, José Penalva
- High Frequency Trading and the Risk Monitoring of Automated Trading (2013) Robert Fernandez
- Regulating Trading Practices (2014) Andreas M. Fleckner, The Oxford Handbook of Financial Regulation